# Techotlalatzin
Techotlalatzin, o Techotlala, togliendo il suffisso onorifico nahuatl -tzin (... – 1409), fu il regnante (tlatoani) della Città-Stato precolombiana mesoamericana di Texcoco dal 1357 o 1377 fino alla morte, avvenuta nel 1409.

## Biografia
Techotlalatzin fu il primo regnante degli Acolhua che adottò la cultura prevalente della Valle del Messico, compresa la lingua nahuatl classica.
Figlio di Quinatzin Tlaltecatzin, Techotlalatzin riuscì a costruire un piccolo dominio Acolhua sulla riva orientale del lago di Texcoco, nonostante era apparentemente sotto l'influenza dell'impero tepaneca del suo contemporaneo, Tezozómoc di Azcapotzalco.
A Techotlalatzin successe il figlio, Ixtlilxochitl I, che decise di sfidare il potere di Tezozomoc e ne fu sconfitto.
Le più antiche fonti riguardanti Techotlalatzin comprendono fra' Juan de Torquemada, Fernando de Alva Cortés Ixtlilxochitl, Juan Bautista Pomar ed il codice Xolotl, anche se queste fonti riportano informazioni a volte contrastanti (a volte sono anche incongruenti al loro interno).